# MTV Adria
Az MTV Adria az amerikai MTV csatorna lokalizált változata volt, amelyet a Jugoszlávia egykori balkáni országaira szabtak. A következő országokat szolgálta ki: Bosznia-Hercegovina, Horvátország, Macedónia, Montenegró, Szerbia és Szlovénia.

## Az MTV Adria története
A csatorna 2005. szeptember 1-jén indult, felváltva az MTV Europe-ot a régióban, és szabadon fogható jelet sugárzott a Spacecom AMOS műholdain keresztül a nyugati 4°-os orbitális pozícióban. 
Az MTV Adria fő központja kezdetben a szlovéniai Ljubljanában volt. 2009 júniusában azonban az MTV elkezdte erősíteni jelenlétét a régióban irodáinak Zágrábba és Belgrádba való kiterjesztésével, utóbbi Belgrád lett az állomás fő központja, amely az MTV Networks Europe-pal együttműködve London, Varsó és Budapest működik együtt.
2009. augusztus 3-án az MTV titkosította fő műholdas adását, amely az indulása óta ingyenesen fogható volt, így csak a régió fizetős tévé-előfizetői és kábeltévé-előfizetői számára vált elérhetővé.
2018. január 1-jén, pontosan éjfélkor az MTV Adria leállította adását, és helyét az MTV Europe vette át. Az utolsó dal, amelyet a csatornán játszottak, az U2 Beautiful Day című száma volt.